# Carl Andreas Göpfert
Carl Andreas Göpfert (* 16. Januar 1768 in Rimpar bei Würzburg; † 11. April 1818 in Meiningen) war ein deutscher Komponist und Musiker. Er wird als Meininger Mozart bezeichnet, weil sein Werk ähnlich vielseitig ist wie jenes von Wolfgang Amadeus Mozart. Göpferts Hauptinstrument war die Klarinette, er spielte aber auch Klavier und Orgel.

## Leben
Göpfert wurde als Sohn eines Amtschirurgen geboren. Von seinem Schullehrer zunächst im Gesang, Klavier- und Orgelspiel
unterwiesen, nahm er zufolge seiner Vorliebe für die Klarinette ab 1780 Unterricht beim Würzburger Klarinettenvirtuosen Philipp Meißner, von dem er auch erste Unterweisungen in der Komposition erhalten haben dürfte.
Bereits im Alter von 20 Jahren erhielt Göpfert eine festbesoldete Stelle als erster Klarinettist in der Meininger Hofkapelle Herzog Georgs I. und wurde ebenso mit der Leitung der Harmoniemusik des Militärcorps betraut. Dort führte er – ab 1793 als Hofkapellmeister – die Musik von Mozart und Haydn ein und entwickelte auch ein kreatives eigenes kompositorisches Werk, doch wurde diese Leistung von seinem Umfeld zu seinen Lebzeiten kaum gefördert, wenngleich seine Virtuosität als Musiker ebenso wie seine Kompositionen durchaus geschätzt waren.
In Bad Liebenstein, der ehemaligen Sommerresidenz der Herzöge von Sachsen-Meiningen, leitete Göpfert seit Beginn der Etablierung des dauerhaften Badebetriebs durch Georg I. 1798 die Harmoniemusik, d. h. die Begleitung bei Bällen, Redouten und der Tafel.
Obwohl das Konzertleben im Zeitalter der Aufklärung in scheinbarer Blüte stand, war Göpfert ein Leibeigener des Herzogs und wurde als dessen weitgehend rechtloser Diener und nicht als freier Künstler behandelt. Göpfert war sich der Enge dieser kleinen Residenz zunehmend bewusst, er versuchte sich musikalisch weiterzubilden, scheiterte jedoch an der Engstirnigkeit seines Dienstherrn, der ihm – mehrfache Anträge und Bitten sind archiviert – immer wieder eine Studienreise nach Wien zu Mozart abschlug, den Göpfert bewunderte.
Trotzdem war Göpfert künstlerisch produktiv und komponierte eine Vielzahl von Konzerten und Harmoniemusiken für den Hof in Meiningen und die Residenz in Bad Liebenstein.
1818 starb Carl Andreas Göpfert an völliger Entkräftung, verarmt und künstlerisch verzweifelt, jedoch als „liebenwürdiger biederer Mensch hochgeehrt“ in Meiningen. Die Leipziger Allgemeine Musikalische Zeitung lobte seinerzeit sein Schaffen mit anerkennenden Worten und beklagte zur gleichen Zeit in einem Nachruf sein persönliches Schicksal. Göpferts  Werk blieb lange unbeachtet und ging dadurch auch zu großen Teilen verloren.
In jüngster Zeit gelangen einzelne Werke wieder zur Aufführung, vor allem durch den Klarinettisten Dieter Klöcker und die Jenaer Philharmonie mit einer Erstaufnahme von drei Klarinettenkonzerten.

## Werke
Zu Andreas Göpferts Lebzeiten erschienen 40 mit Opuszahlen versehene Kompositionen, darunter 5 Klarinettenkonzerte (op. 1 B-dur, op. 14 Es-dur, op. 20 B-dur, op. 27 B-dur, op. 35 Es-dur), ein Konzert F-dur für Horn und Orchester op. 21, Zwei Duos concertants für Klarinette und Fagott op. 19, Sechs Duos faciles für zwei Klarinetten op. 30, 24 Duos faciles für 2 Hörner op. 31.
Manuskript geblieben sind u. a. drei Sinfonien, ein Oboenkonzert, ein Trompetenkonzert, ein Doppelkonzert für 2 Fagotte, eine Concertante für Klarinette, Fagott und Orchester, Klavierwerke, Lieder, Stücke für Gitarre, sowie eine Fülle klangschöner Harmoniemusiken.
Harmoniemusikbearbeitungen von Göpfert aus dem frühen 19. Jahrhundert, die wahrscheinlich allesamt für den Badebetrieb in Liebenstein vorgesehen waren, sind überliefert, u. a. von Werken Johann Rudolf Zumsteegs, Joseph Haydns und Wolfgang Amadeus Mozarts.
Weitere Kompositionen:
- Quartett No 2. in B-dur für Klarinette, Violine, Viola und Violoncello.
- Konzert für Klarinette und Orchester Es-Dur op. 14
- Konzert für Klarinette und Orchester B-Dur op. 20
- Konzert für Klarinette und Orchester Es-Dur op. 35